# Dennis K. Chesney
Dennis K. Chesney född 1948 i Clovis, New Mexico, är en amerikansk astronom.
Minor Planet Center listar honom som D. K. Chesney och som upptäckare av 38 asteroider.

## Asteroider upptäckta av D. K. Chesney
| 12583 Buckjean    | 11 september 1999 |
| (15064) 1999 AC4  | 10 januari 1999   |
| (15074) 1999 BN14 | 25 januari 1999   |
| (15471) 1999 BE5  | 19 januari 1999   |
| (16030) 1999 FS3  | 19 mars 1999      |
| (16993) 1999 CC10 | 15 februari 1999  |
| (20761) 2000 EA8  | 5 mars 2000       |
| (21809) 1999 TG19 | 15 oktober 1999   |
| (22895) 1999 TV5  | 6 oktober 1999    |
| (24096) 1999 VQ2  | 5 november 1999   |

| (24111) 1999 VY22 | 13 november 1999 |
| (25281) 1998 WP   | 16 november 1998 |
| (28197) 1998 XZ12 | 15 december 1998 |
| (31422) 1999 BE1  | 16 januari 1999  |
| (31448) 1999 CO8  | 13 februari 1999 |
| (35688) 1999 CD10 | 15 februari 1999 |
| (38573) 1999 WA1  | 19 november 1999 |
| (40741) 1999 TD   | 1 oktober 1999   |
| (40747) 1999 TK5  | 2 oktober 1999   |
| (40992) 1999 UL1  | 18 oktober 1999  |

| (44714) 1999 TS5   | 6 oktober 1999   |
| (47055) 1998 XH5   | 10 december 1998 |
| (47135) 1999 EX2   | 8 mars 1999      |
| (47136) 1999 EA3   | 12 mars 1999     |
| (47593) 2000 AF204 | 12 januari 2000  |
| (49484) 1999 BP15  | 27 januari 1999  |
| (50864) 2000 GM2   | 5 april 2000     |
| (53315) 1999 JD3   | 10 maj 1999      |
| (56328) 1999 WE    | 17 november 1999 |
| (59213) 1999 BO14  | 25 januari 1999  |

| (59999) 1999 TP3  | 3 oktober 1999   |
| (60002) 1999 TU5  | 6 oktober 1999   |
| (66845) 1999 VE2  | 5 november 1999  |
| (66853) 1999 VH12 | 10 november 1999 |
| (70436) 1999 TT5  | 6 oktober 1999   |
| (91894) 1999 VH5  | 6 november 1999  |
| (145880) 1999 TE  | 1 oktober 1999   |
| (162722) 2000 VD  | 1 november 2000  |